# Snovací bradavky

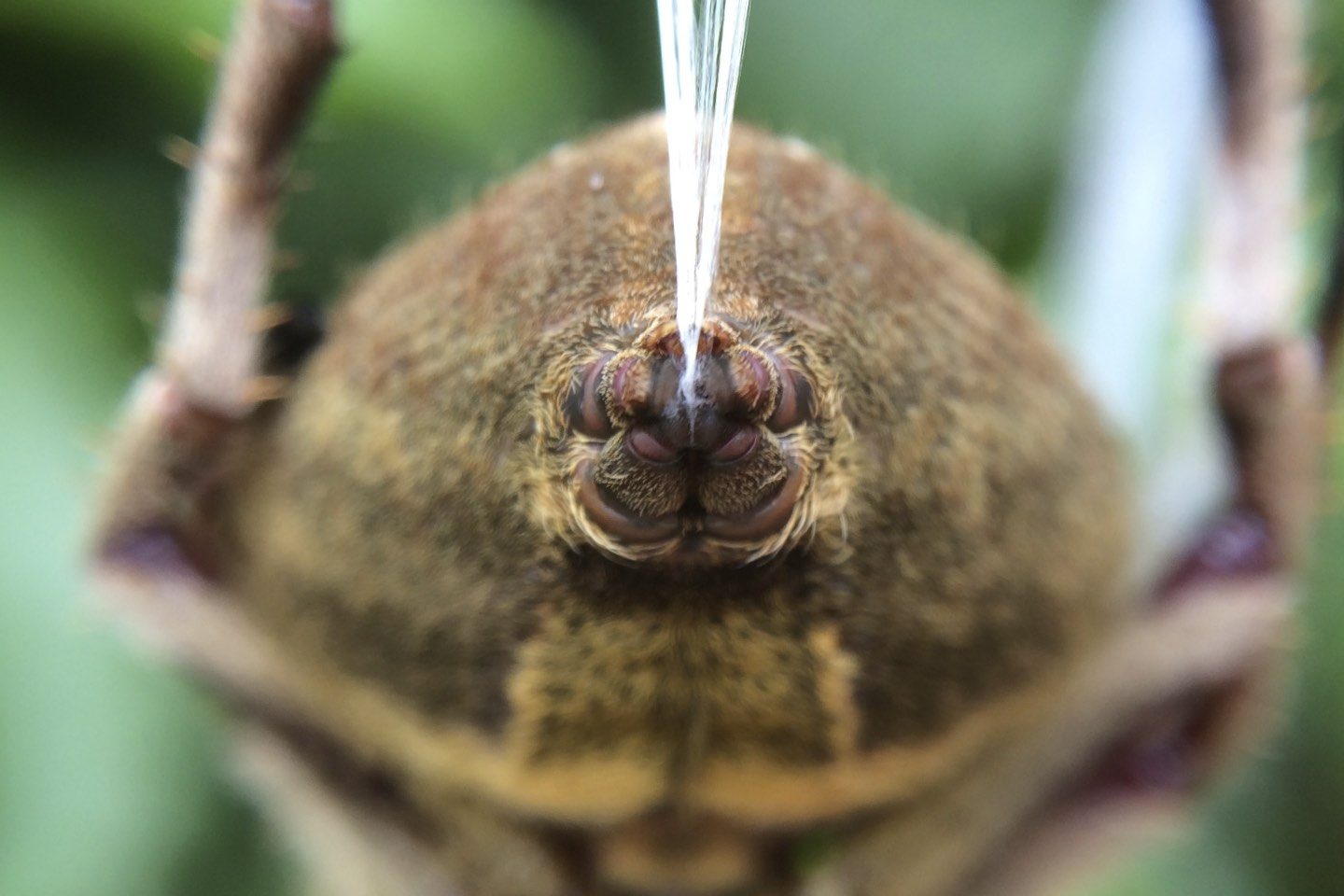
Snovací bradavky na australském křížákovi Hortophora transmarina

Snovací bradavky jsou orgánem produkujícím pavučinová vlákna, který vznikl přeměnou zadečkových končetin předků dnešních pavouků. Nacházejí se na břišní straně zadečku, ve většině případů jsou posunuté až na jeho konec. Jejich počet kolísá od dvou do čtyř párů, většinou se skládají z jednoho nebo dvou článků. Vyúsťují do nich snovací žlázy, které produkují tekutý sekret, který ještě než opustí snovací bradavky tuhne a tvoří se z něj vlákno. Jeho hlavní složkou je bílkovina nazývaná fibroin (hmota charakteristická pro všechna přírodní hedvábí), vývod ze snovací bradavky se nazývá spigot.
Samotná snovací žláza sestává ze tří částí – štíhlého koncového oddílu, rezervoáru a trubicovitého vnitřního vývodu.
Pavouci mohou mít různý počet typů snovacích žláz, které produkují vlákna rozdílného charakteru – například křižák obecný (Araneus diadematus) jich má sedm druhů.